# Jürgen M. Lehmann
Jürgen Klaus Michael Lehmann (* 24. Oktober 1937 in Darmstadt; † 18. Januar 2022 in Kassel) war ein deutscher Kunsthistoriker.

## Leben
Lehmann studierte an den Universitäten Frankfurt am Main, Heidelberg und Wien Kunstgeschichte, Klassische Archäologie und Geschichte und promovierte 1967, nach längeren Aufenthalten in Italien, über das Thema Domenico Fetti – Leben und Werk des römischen Malers an der Johann Wolfgang Goethe-Universität in Frankfurt am Main. Anschließend war er Stipendiat der Fritz Thyssen Stiftung für Wissenschaftsförderung am Hessischen Landesmuseum Darmstadt. Im Jahr 1968 trat er in den Dienst der Staatlichen Kunstsammlungen Kassel. Hier arbeitete er zunächst als Volontär, bevor er als wissenschaftlicher Mitarbeiter angestellt wurde.
Viele Jahre lang erarbeitete Lehmann wissenschaftliche Publikationen über die Kasseler Museen, speziell über die Gemäldesammlung in Schloss Wilhelmshöhe. Dort übernahm er die Leitung der Abteilung Presse- und Öffentlichkeitsarbeit dieses Museumsverbundes (Staatliche Kunstsammlungen Kassel; später: Staatliche Museen Kassel, noch später: mhk – Museumslandschaft Hessen Kassel, heute: Hessen Kassel Heritage), die er bis zum Renteneintritt im Jahr 2001 innehatte. Sein berufliches Engagement galt auch dem Kasseler Museumsverein, nach dessen Neugründung er ab 1974 als Schriftführer im 1. Vorstand tätig war.
Bis zu seinem Tod 2022 lebte und wirkte er fortlaufend in Kassel. 40 Jahre lang war er Mitglied der SPD – eine Ehrenurkunde aus dem Jahr 2019 zeugt davon.
Jürgen M. Lehmann war einige Jahre verheiratet. Aus der Ehe stammt die einzige Tochter. Er starb am 18. Januar 2022 im Alter von 84 Jahren in Kassel.

## Forschung und Publikationen
Als Fachmann für italienische Malerei bearbeitete Lehmann die Bestände an italienischen, französischen und spanischen Gemälden der Gemäldegalerie Alte Meister im Kasseler Schloss Wilhelmshöhe. Das Ergebnis erschien 1980 als grundlegender Bestandskatalog der Staatlichen Kunstsammlungen Kassel.
Auch während seiner Tätigkeit für die Öffentlichkeitsarbeit der Staatlichen Kunstsammlungen Kassel bzw. Staatlichen Museen Kassel blieb Lehmann als Wissenschaftler Ansprechpartner und Fachmann für diesen Bestand der Gemäldegalerie Alte Meister.
In diesem Kontext publizierte er weitere Schriften wie beispielsweise den Band Italienische, französische und spanische Meister in der Kasseler Gemäldegalerie (1986), oder – im Kontext einer Ausstellung – Raffael, die Heilige Familie mit dem Lamm von 1504 (1995). Sein Buchprojekt Tizian – Bildnis des Giovanni Francesco Acquaviva, Herzog von Atri, an dem er auch noch nach seinem Eintritt in den Ruhestand arbeitete, blieb unvollendet.
Seine Forschungen und Erkenntnisse flossen besonders in den von Bernhard Schnackenburg 1996 veröffentlichten Gesamtkatalog Gemäldegalerie Alte Meister Kassel ein – den ersten seit 1958.
Lehmanns Fachkenntnisse schlugen sich in mehr als zehn Katalogen/Büchern über die Kasseler Gemäldegalerie und die weiteren Museen Kassels sowie zahlreiche Publikationen über italienische Renaissance- und Barockmalerei in kunstwissenschaftlichen Fachzeitschriften nieder.

## Publikationen (Auswahl)
- Domenico Fetti – Leben und Werk des römischen Malers. Inaugural-Dissertation zur Erlangung des Doktorgrades der Philosophischen Fakultät der Johann Wolfgang Goethe-Universität Frankfurt am Main, vorgelegt von Jürgen M. Lehmann aus Darmstadt, 1967.
- Unbekannte Schätze der Kasseler Gemälde-Galerie, Staatliche Kunstsammlungen Kassel, Katalogbearbeitung, Erich Herzog und Jürgen M. Lehmann, Kassel 1968.
- Gemäldegalerie Alte Meister Schloß Wilhelmshöhe. Bildheft mit 100 Meisterwerken, deutsch/englisch/französisch, Staatliche Kunstsammlungen Kassel, Text: Jürgen M. Lehmann, Kassel 1975.
- Beitrag: Das Museum Fridericianum und die documenta. In: Museum Fridericianum 1779–1979, Ein Blick in Geschichte und Gegenwart des ersten deutschen Museumsbaues. Kassel 1979.
- Staatliche Kunstsammlungen Kassel. Katalog 1. Italienische, französische und spanische Gemälde des 16.–18. Jahrhunderts. bearbeitet von Jürgen M. Lehmann. Kassel 1980.
- Kasseler Museen – Geschichte und Gegenwart. Text und Bildauswahl Jürgen M. Lehmann. Kassel 1981.
- Beitrag: Die romanischen Länder – Italienische, französische und spanische Malerei. In: Jürgen M. Lehmann u. a.: Museum – Alte Meister Schloß Wilhelmshöhe Kassel Gemäldegalerie Alte Meister Schloß Wilhelmshöhe Kassel. Kassel 1981, ISSN 0341-8634.
- Ein Gang durch Kassels Neue Galerie. Teil 3, Jahresgabe der Hessischen Brandversicherungsanstalt für 1985, Wissenschaftliche Bearbeitung, Einführung und Bilderläuterungen: Jürgen M. Lehmann, Kassel 1985, ISBN 3-925050-00-0.
- Museumsführer durch alle Abteilungen, Staatliche Kunstsammlungen Kassel 1985, Redaktion: J. M. Lehmann, U. Schmidt
- Italienische, französische und spanische Meister in der Kasseler Gemäldegalerie, Jahresgabe der Hessischen Brandversicherungsanstalt für 1987, Hessische Brandversicherungsanstalt 1986, Wissenschaftliche Bearbeitung, Einführungstext und Bilderläuterungen Jürgen Michael Lehmann, Kassel 1986, ISBN 3-925050-02-7.
- 75 Jahre Hessisches Landesmuseum Kassel. Schriften der Hessischen Museen, Reihe: Kunst in Hessen und am Mittelrhein, Bd. 28, Redaktion: Jürgen M. Lehmann und Carl-Benno Heller, Darmstadt 1988, ISSN 0452-8514.
- Staatliche Museen Kassel – Führer durch alle Sammlungen, Redaktion: J. M. Lehmann,  U. Schmidt, Staatliche Museen Kassel 1992.
- 120 Meisterwerke – Höhepunkte einer fürstlichen Gemäldesammlung aus Renaissance und Barock, Katalog-Zeitschrift zur Präsentation der Kasseler Gemäldegalerie im Museum Fridericianum Kassel, Redaktion: Jürgen M. Lehmann u. a., Kassel 1994, ISBN 3-927015-05-9.
- Raffael – Die Heilige Familie mit dem Lamm von 1504, Das Original und seine Varianten. Studio-Ausstellung im Museum Fridericianum, Kassel 1995, ISBN 3-9804608-1-9.
  - Raphael – The Holy Family with the Lamb of 1504, The Original and its Variants, Studio Exhibition in the Museum Fridericianum Kassel, Kassel 1995, ISBN 3-9804608-2-7. (engl. Ausgabe).
- Gemäldegalerie Alte Meister, Gesamtkatalog. Staatliche Museen Kassel, Bernhard Schnackenburg, Wissenschaftliche Mitarbeit: Jürgen M. Lehmann, Gregor J. M. Weber, 2 Bde., Text & Tafeln, Kassel 1996, ISBN 3-8053-1839-1.
- Prestel Museumsführer: Schloss Wilhelmshöhe Kassel, Antikensammlung, Gemäldegalerie Alte Meister, Graphische Sammlung. Redaktion: Jürgen M. Lehmann, München-London-New York 2000, ISBN 3-7913-2316-4 (dt. Ausgabe)
- Von Alten Meistern, Landgrafen und Himmelsstürmern – Kassel und seine Museen, Text und Bildauswahl: Jürgen M. Lehmann, Kassel 2002, ISBN 3-87816-111-5.